# Lycium acutifolium
Lycium acutifolium là loài thực vật có hoa trong họ Cà. Loài này được E. Mey. ex Dunal mô tả khoa học đầu tiên năm 1852.